# Amebelodon
Amebelodon es un género extinto de mamíferos proboscídeos de la familia de los amebelodóntidos. Parece que surgieron en Norteamérica hace unos 9 millones de años y de ahí emigraron hacia Asia, llegando hasta el norte de África, donde aparecen los últimos ejemplares hace 5 millones de años.
Estos elefantes variaron considerablemente en tamaño: Amebelodon floridanus era más pequeño que los actuales elefantes asiáticos, mientras que Amebelodon britti alcanzaba tamaños similares a los de los también extintos mamuts.

## Taxonomía

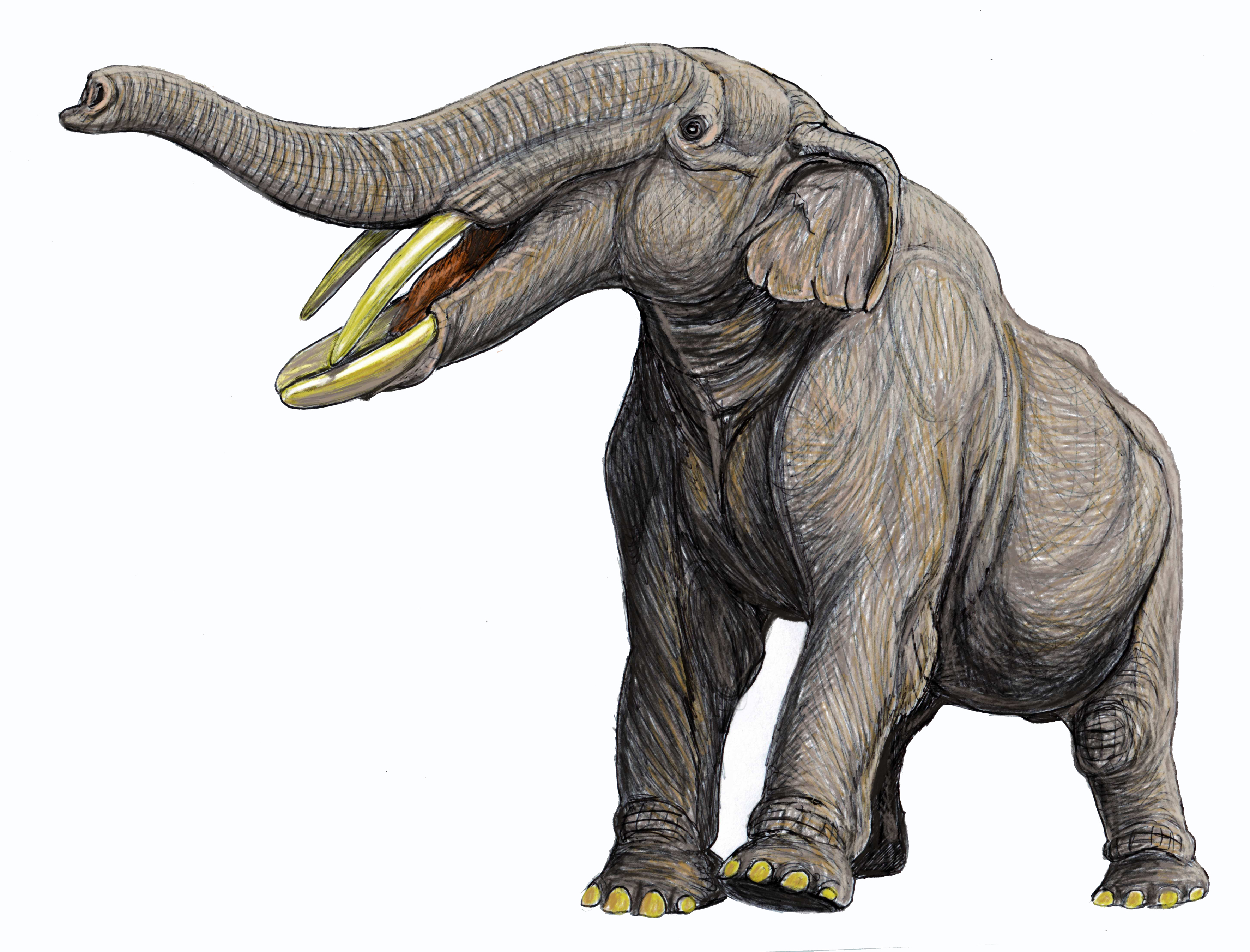
Recreación de A. fricki

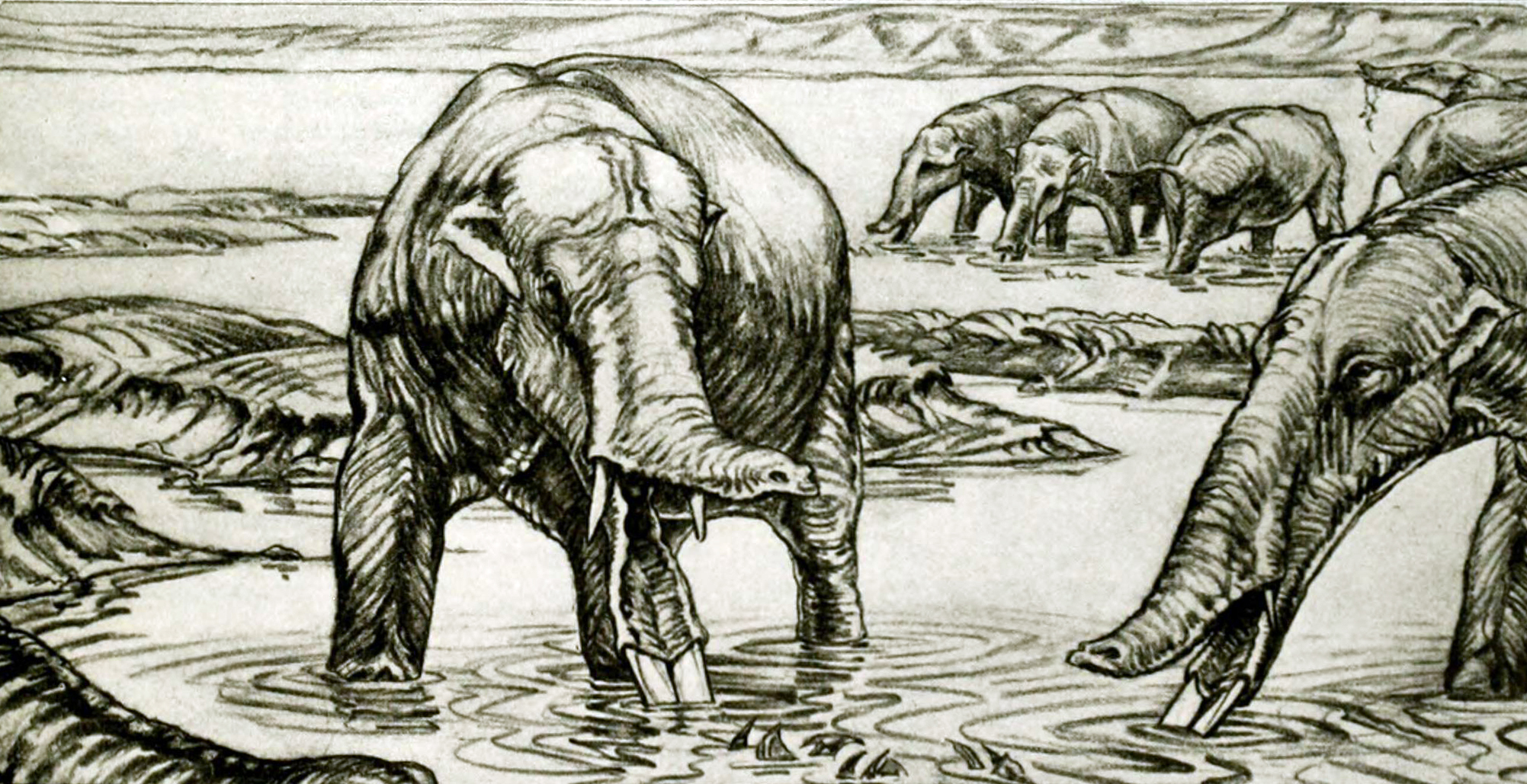
Recreación artística de Amebelodon fricki.

Amebelodon apareció por primera vez en las regiones de las Grandes Llanuras y la Costa del Golfo de América del Norte durante el Mioceno tardío, hace aproximadamente entre 9 y 8 millones de años, y al parecer se extinguió en este continente en algún momento alrededor de hace 6 millones de años. Logró emigrar a Asia a través del Estrecho de Bering, donde se ha encontrado en varios sitios de finales del Mioceno, en particular en China. El registro más reciente de Amebelodon es de un sitio de hace 5 millones de años de edad en el norte de África.
Amebelodon britti alcanzaba una altura a los hombros de 8 a 10 pies en el hombro y un peso probable de 10 toneladas métricas, similares a los mamuts más grandes y considerablemente más grande que el elefante africano actual.

## Paleobiologia
Al igual que otros amebelodóntidos típicos, Amebelodon poseía dos juegos de colmillos, dos palas (muy parecidas a los encontrados en los elefantes modernos), y dos más bajos que se extendían desde la parte frontal de la mandíbula inferior. Sin embargo, como se mencionó anteriormente los colmillos inferiores de Amebelodon se distinguen en que eran relativamente largos, delgados y aplanados. Debido a la semejanza de estos colmillos inferiores a palas, Amebelodon se conoce comúnmente como el amebelodóntido "colmillos de pala" (otro amebelodóntido con colmillos de pala que puede o no estar estrechamente relacionado con Amebelodon es Platybelodon). Se ha supuesto durante mucho tiempo que estos colmillos inferiores se utilizaban realmente como palas por el animal durante la alimentación, posiblemente para recoger las plantas de agua. Sin embargo, un análisis de los patrones de desgaste ha demostrado que estos colmillos inferiores fueron más probablemente utilizados en una variedad de maneras, además de pala, incluyendo raspar la corteza de los árboles. En general, la evidencia indica que este animal era un ramoneador versátil (un animal que se alimenta de plantas de hoja ancha en lugar de hierba), alimentándose tanto en entornos húmedos y secos de varias maneras. Por razones que no se explican claramente en la literatura, Amebelodon generalmente es representado con una trompa corta y aplanada. Sin embargo, hay considerable evidencia que indica que Amebelodon en realidad tenía una trompa larga y flexible muy parecida a la encontrada en los elefantes modernos, y que probablemente era importante para la alimentación.